# Relación de compresión (motores)

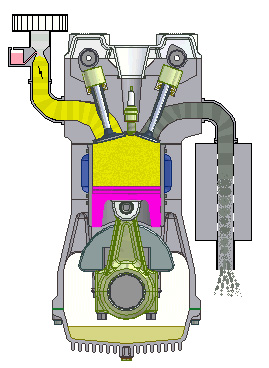
Motor de 4 tiempos con flujos de aire

La relación de compresión en un motor de combustión interna es el número que permite medir o expresar la proporción en volumen, que se ha comprimido la mezcla de aire-combustible (Motor Otto) o el aire (Motor diésel) dentro de la cámara de combustión de un cilindro. Es decir el volumen máximo o total (volumen desplazado más el de la cámara de combustión) entre el volumen mínimo (volumen de la cámara de combustión).

## Cálculo
Para calcular su valor teórico se utiliza la siguiente ecuación:
{\displaystyle {RC}={\frac {{\frac {\pi }{4}}\ d^{2}s+V_{c}}{V_{c}}}}
donde:
- d = diámetro interior del cilindro
- s = carrera del pistón
- Vc = volumen mínimo de la cámara de combustión.
- RC = relación de compresión.

## Efecto sobre el ciclo del motor
Se demuestra que la relación de compresión define el rendimiento térmico del motor de combustión interna, es decir el grado de aprovechamiento de la energía del combustible.
Tanto en los motores de ciclo Otto como en los diésel el rendimiento aumenta al aumentar la compresión, pero en el caso del ciclo Otto se logra un rendimiento aproximado del 64% con una compresión de 12:1 y, en el caso de los Diésel, es necesario una compresión de 21:1 para el mismo rendimiento.
Estos datos son solamente una referencia, en el trabajo real con solamente un porcentaje de carga en el motor, la compresión final puede ser de 1,2:1 con un 10% de carga; debido a la poca cantidad de mezcla introducida en la cámara de combustión respecto a su volumen fijo y pensado para tener la compresión ideal a plena carga.
En los motores de ciclo diésel debido a la relación de compresión, normalmente en un rango doble del motor Otto, el rendimiento térmico es mayor por este motivo.
En estos últimos tiempos la relación de compresión en un motor de combustión interna llega hasta 22:1 a su vez superan los 3500 bares (49 748 psi) durante la combustión.
A la misma vez, cuando comprimimos un motor de combustión interna, aumentan las revoluciones por minuto.
La relación de compresión de un motor diésel está entre 16 y 24 partes. Sin embargo, un motor a gasolina está entre 7 y 13 partes.